# Elisa Aaltola

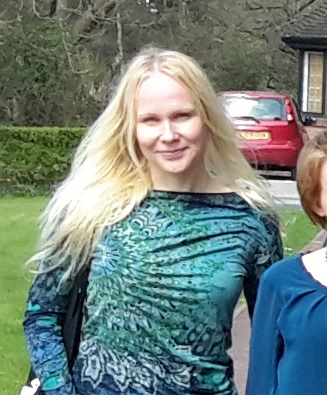
Aaltola, 2015

Elisa Aaltola (* 6. März 1976) ist eine finnische Philosophin der kritischen Tierethik und Aktivistin der Tierbefreiungsbewegung.
Sie studierte am Institute for Ethics, Environment, and Public Policy an der Lancaster University und wurde an der Universität Turku  über Animal Individuality: Moral and Cultural Categorisations promoviert. Ihr Buch Eläinten moraalinen arvo gilt als eine der ersten Übersichten zur abendländischen Tierethik aus einer Tierrechtsperspektive in finnischer Sprache. Ferner hat sie die finnische Übersetzung von Animal Liberation herausgegeben, die sie um zwei eigene Essays zur Situation nichtmenschlicher Tiere in Finnland ergänzte. Ihre Masterarbeit verfasste sie in Film and Television Studies über bildliche Reproduktionen von Tierquälerei. Gegenwärtig forscht sie an der Manchester Metropolitan University zur Tierethik in der Kasuistik und bei Wittgenstein sowie zur Anthropologischen Differenz.

## Werke
- Eläinten moraalinen arvo. Vastapaino, 2004, ISBN 978-951-768-145-2 (finnisch).
- Animal Individuality: Cultural and Moral Categorisations, Turku 2006. (englisch).
- Animal Suffering: Philosophy and Culture. Basingstone 2012. ISBN 978-0-230-28391-6 (englisch).
- Johdatus eläinfilosofiaan. Helsinki 2013. ISBN 978-952-495-282-8 (finnisch).
- Animal Ethics and Philosophy: Questioning the Orthodoxy (ed. Elisa Aaltola & John Hadley). 2014. ISBN 978-1-78348-181-1 (englisch).
- Eläimet yhteiskunnassa (toim. Elisa Aaltola & Sami Keto). Helsinki 2015. (finnisch).
- Empatia - myötäelämisen tiede (& Sami Keto). Helsinki 2017. ISBN 978-952-264-822-8 (finnisch).
- Varieties of Empathy: Moral Psychology and Animal Ethics. 2018. ISBN 978-1-78660-612-9 (englisch).
- Häpeä ja rakkaus: Ihmiseläinluonto. Helsinki 2019. ISBN 978-952-351-155-2 (finnisch).
- Ihminen kaleidoskoopissa (ed. with Vilma Hänninen). Helsinki 2020. ISBN 978-952-345-076-9 (finnisch).
- Me ja muut eläimet: Uusi maailmanjärjestys (ed. with Birgitta Wahlberg), Tampere 2020. ISBN 978-951-768-814-7 (finnisch).
- Esseitä eläimistä. Helsinki 2022. ISBN 978-952-351-848-3 (finnisch).

## Links
- Biografie beim Oxford Centre for Animal Ethics
- Profil bei der Universität Ostfinnland